# Pentila sigiensis
Pentila sigiensis är en fjärilsart som beskrevs av Embrik Strand 1910. Pentila sigiensis ingår i släktet Pentila och familjen juvelvingar. Inga underarter finns listade i Catalogue of Life.